# Triphora decorata
Triphora decorata är en snäckart som först beskrevs av C. B. Adams 1850.  Triphora decorata ingår i släktet Triphora och familjen Triphoridae. Inga underarter finns listade i Catalogue of Life.